# جيمس مكفادين
جايمس ماكفادن (بالإنجليزية: James McFadden)‏، من مواليد 14 أبريل 1983 في غلاسكو في اسكتلندا، لاعب كرة قدم اسكتلندي.
بدأ مسيرته الكروية مع نادي مذرويل في عام 2000، ولعب معهم حتى عام 2003، وشارك معهم في 63 مباراة وسجل 26 هدف، ومنذ عام 2003 وهو يلعب مع نادي إيفرتون الإنجليزي.
و قد بدأ باللعب مع منتخب اسكتلندا لكرة القدم في عام 2002.

## مسيرته الكروية
لعب جيمس مكفادين خلال مسيرته الاحترافية مع 6 أندية في واحد وعشرون موسمًا وسجل خلالها 62 هدفًا ضمن 341 مباراة. ولم يفز بأي موسم بالكأس أو بالدوري.
خاض جيمس مكفادين مسيرته مع نادي ماذرويل في موسم 2000–01 في المرة الأولى ولمدة موسمين ثم في موسم 2012–13 ليلعب معه أربعة مواسم ثم في موسم 2015–16 ولمدة موسمين، مشاركًا طوالها في 112 مباراة سجل خلالها 37 هدفًا. ثم انتقل إلى نادي إيفرتون في موسم 2003–04 في المرة الأولى ليلعب معه خمسة مواسم ثم في موسم 2011–12 لمدة موسم واحد، حيث شارك طوالها في 116 مباراة سجل خلالها 11 هدفًا. لينتقل بعدها إلى نادي برمنغهام سيتي في موسم 2007–08 ليلعب معه أربعة مواسم، مشاركًا في 82 مباراة سجل خلالها 13 هدفًا. ثم انتقل إلى نادي سانت جونستون في موسم 2014–15 لمدة موسم واحد، مشاركًا في 17 مباراة سجل خلالها هدفًا واحدًا. هذا وانتقل لاحقًا إلى نادي كوين أوف ساوث في موسم 2017–18 لمدة موسم واحد، مشاركًا في 11 مباراة ولم يسجل أي هدف.

## روابط خارجية
- جيمس مكفادين على موقع الاتحاد الأوربي (الإنجليزية)
- جيمس مكفادين على موقع الاتحاد الإسكتلندي (الإنجليزية)
- جيمس مكفادين على موقع قاعدة بيانات كرة القدم.إي يو (الإنجليزية)
- جيمس مكفادين على موقع ناشيونال فوتبول تيمز (الإنجليزية)
- جيمس مكفادين على موقع Soccerbase.com (لاعب) (الإنجليزية)
- جيمس مكفادين على موقع Soccerway.com (الإنجليزية)
- جيمس مكفادين على موقع عالم كرة القدم.نت (الإنجليزية)
- جيمس مكفادين على موقع كووورة
- جيمس مكفادين على موقع AS.com (الإسبانية)